# 丘道隆
丘道隆，字懋之，福建上杭縣人，明朝政治人物。

## 生平
正德九年（1514年）甲戌科进士，官廣東順德縣（今广东顺德市）知縣。為官严明果断，吏民畏服。迁監察御史。正德十五年（1520年）與御史何鰲上疏堅決反對佛郎機（葡萄牙）入貢，得到批准，升南雄府知府。